# Gewone bospatrijs
De gewone bospatrijs (Arborophila torqueola) is een vogel uit de familie fazantachtigen (Phasianidae). De wetenschappelijke naam van de soort is voor het eerst geldig gepubliceerd in 1826 door Valenciennes.

## Voorkomen
De soort komt voor van het westen van de Himalaya tot het noordwesten van Vietnam en telt 5 ondersoorten:
- A. t. millardi: van de westelijke Himalaya tot westelijk Nepal.
- A. t. torqueola: van de centrale en oostelijke Himalaya tot noordelijk Myanmar en zuidelijk China.
- A. t. interstincta: zuidelijk en zuidoostelijk Assam (noordoostelijk India).
- A. t. batemani: westelijk en noordwestelijk Myanmar en zuidelijk China.
- A. t. griseata: noordwestelijk Vietnam.

## Beschermingsstatus
Op de Rode Lijst van de IUCN heeft de soort de status veilig.